# Parafia Narodzenia Matki Bożej w Genewie
Parafia Narodzenia Matki Bożej – stauropigialna parafia prawosławna w Genewie, w jurysdykcji patriarchy Moskwy. Założona w 1944 przez ks. Serafina (Rodionowa). Językiem liturgicznym parafii jest cerkiewnosłowiański. 